# Château de Tilly-sur-Seulles
Ne doit pas être confondu avec Château de Tilly.
Le château de Tilly-sur-Seulles est un château disparu qui était situé dans la commune de Tilly-sur-Seulles, dans le département du Calvados, Normandie, en France. 
Le premier château est détruit à la fin du Moyen Âge, puis reconstruit. Au XVIIIe siècle, l'intendant de la généralité de Caen François-Jean Orceau de Fontette se fait construire un nouveau château, sans doute par l'architecte Antoine Matthieu Le Carpentier puis par Guillaume-Martin Couture. Ce château, au corps de logis central encadré par deux pavillons et deux ailes en arc de cercle, est vendu pendant la Révolution française. Il passe entre plusieurs mains avant d'être partiellement abattu au milieu du XIXe siècle puis le logis restant est détruit par les bombardements de la bataille de Normandie en 1944.

## Histoire

### Château ancien

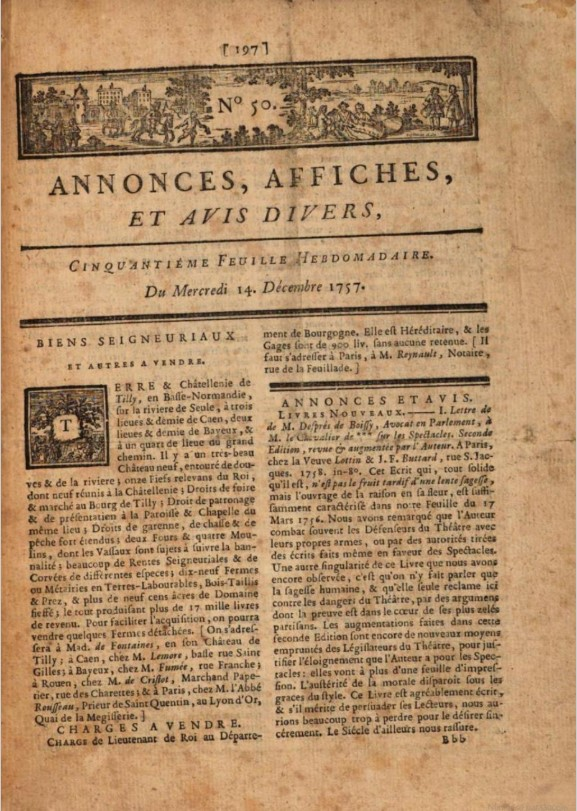
Annonce de la vente de la terre et châtellenie de Tilly. Annonces, affiches et avis divers, n°54, 14 décembre 1757.

Le premier château connu à Tilly-sur-Seulles appartient à une famille féodale du même nom, vassale des Bertran de Bricquebec. Pendant la guerre de Cent Ans, en 1418, il appartient à Philippe d'Harcourt, mais est confisqué par le roi d'Angleterre au bénéfice d'un de ses fidèles. Une ordonnance d'Henri V en ordonne la destruction, ce qui est fait en 1423, mais il est ensuite reconstruit.
Ce château est acheté en 1614 par Jacques Blondel, lieutenant particulier au bailliage de Caen. Il passe ensuite à Jacques Le Fournier, époux de Suzanne Blondel, qui rend aveu au roi en 1701,. Cet aveu mentionne un château « scitué sur la rivière de Seulle » et « entouré de douves et fossés plein d’eau avec ponts levis, donjeon, tours, murs, corps de garde et plusieurs corps de logis à divers usages ». 
En 1759, leur fille, Élisabeth-Augustine Le Fournier, vend le château de Tilly à François-Jean Orceau de Fontette, intendant de la généralité de Caen,, qui, en 1766, obtient l'érection de Tilly en marquisat de Tilly-d'Orceau. Le château semble avoir été reconstruit auparavant puisque l'annonce de la vente, passée le 14 décembre 1757, évoque un « très beau château neuf, entouré de douves et de la rivière ».

### Château duXVIIIesiècle
Peu de temps après avoir acheté le château de Tilly, François-Jean Orceau de Fontette prévoit d'en faire construire un nouveau. Il demande des dessins à plusieurs architectes, dont Louis Loguet, mort en 1765, ingénieur en chef de la généralité de Caen. Un plan de 1771 montre que les fossés ont déjà été comblés, que l'ancien château est déjà détruit et que les ailes devant encadrer le nouveau corps central sont déjà construites, ce qui permet d'habiter le château en continu malgré les travaux. Les espaces autour du château sont déjà organisés dans leurs grandes lignes.
En 1771, Fontette devient chancelier, garde des sceaux et chef du conseil de Monsieur, le comte de Provence. En 1775, à la suite d'un scandale, il perd sa charge d'intendant et devient conseiller d'État.
À partir de 1770 ou 1771, les travaux se poursuivent sous l'autorité d'Amiée-Marguerite Daumesnil, épouse de Fontette, parce que celui-ci est désormais retenu à Paris. Il semble que la construction est terminée vers 1778. Elle est alors dirigée par l'architecte Guillaume-Martin Couture. Sur ce chantier, ce dernier a très probablement pris la suite de son maître, Antoine Matthieu Le Carpentier, soit sur la recommandation de celui-ci soit à la mort de Le Carpentier, en 1773.
Le nouveau château de Tilly, d'après ce qu'on en voit dans un dessin et une photographie, ressemblait à celui de Courteilles, également construit par Le Carpentier de 1754 à 1762. Dans les deux châteaux, le corps de logis central comprend deux arrière-corps de deux travées, un avant-corps central de trois travées surmonté d'un fronton avec un toit en pavillon. Ce corps de logis est entouré par deux pavillons aux toitures indépendantes puis deux ailes longues et basses, en arc de cercle. Ce plan semble bien être pensé par Le Carpentier. Il n'a peut-être pas conçu les façades, aux pilastres colossaux, qui peuvent être l'œuvre de Guillaume-Martin Couture. Ce dernier a également fait aménager le parc et, peut-être, bâtir les deux guérites à l'entrée de la cour d'honneur.

Le château de Tilly-sur-Seulles
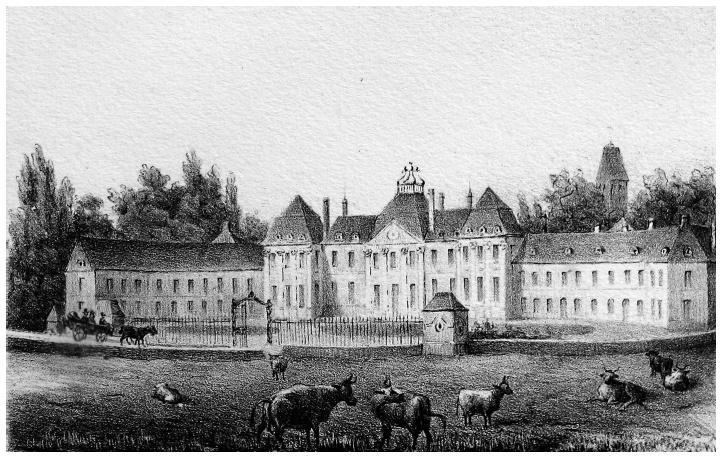
Pierre-Désiré Levavasseur, détail de la lithographie Calvados, Caen, 1er arrondissement, Industrie, 1839.
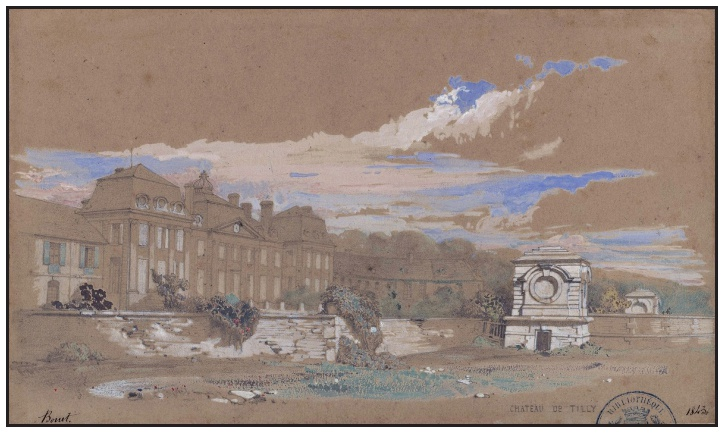
Georges Bouet, dessin, 1843.
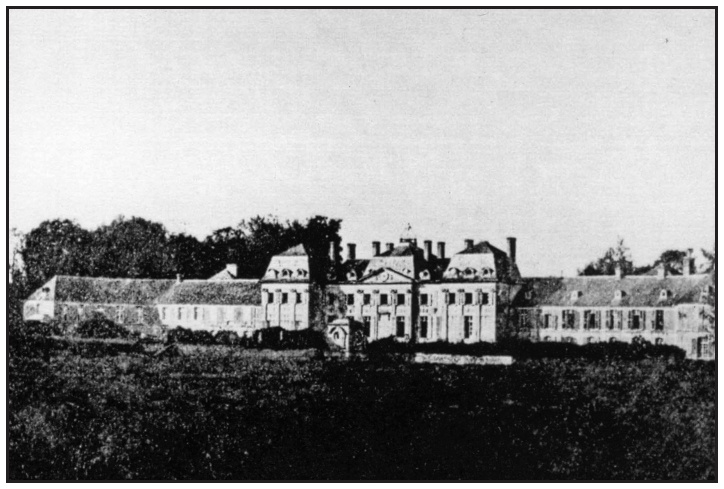
Photographie, avant 1866.
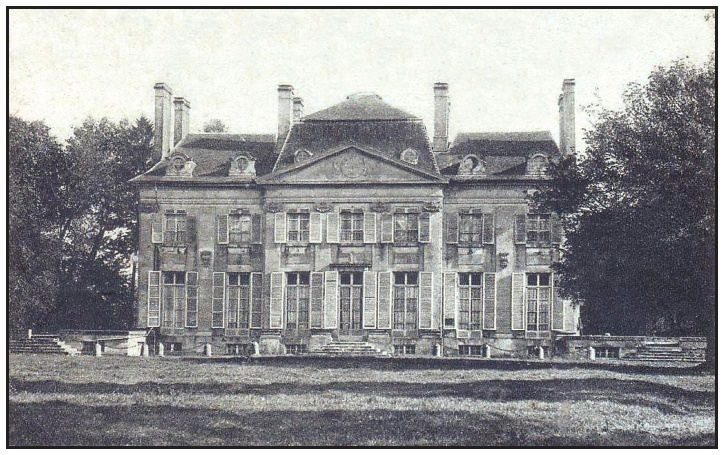
Carte postale prise après la destruction des ailes et des pavillons latéraux.
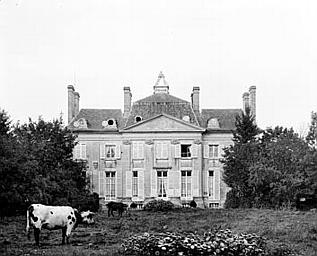
Photographie d'Henri Magron.
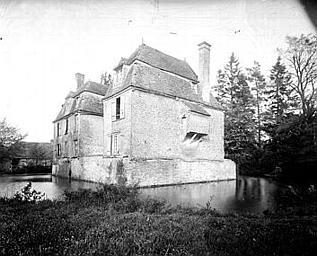
Pavillon et fossé, photographie d'Henri Magron.

### Ventes et destructions
En 1790 et en 1791, Fontette continue à acquérir des terres pour agrandir son domaine de Tilly. Toutefois, il est obligé de le vendre le 21 mars 1792 à Nicolas-Auguste Magon de la Lande, pour 1 200 000 livres. Il est arrêté pendant la Terreur et meurt en prison, à Rouen, le 17 germinal an II (6 avril 1794).
En 1807, la fille de Nicolas-Auguste Magon de la Lande vend le domaine de Tilly à Paul-Louis Rollin de La Hante. En 1846, Arcisse de Caumont qualifie le château de Tilly de « l'un des plus considérables de Basse-Normandie ». Paul-Louis Rollin de La Hante le laisse à sa fille,, qui le vend en 1858 à des spéculateurs qui le lotissent. En 1866, les deux ailes et les deux pavillons latéraux sont détruits. Le corps central subsiste jusqu'à sa destruction en 1944 par les bombardements de la bataille de Normandie. La commune, nœud central de la défense blindée allemande, prise et reprise 23 fois, est détruite à 70% à l'issue des combats.
Au début du XXIe siècle, il n'en reste plus que les caves. Les seuls vestiges en élévation sont l'extrémité de l'aile gauche et les deux guérites d'entrée, en mauvais état.